# 张福河
张福河位于江苏省淮安市淮阴区和洪泽县，历史上是黄河夺淮后形成的黄河与洪泽湖互通的一条河道。黄河夺淮后，河床逐渐淤高，淮水出路受阻，到明清时期，为解决黄、淮排水及漕运之间的矛盾，因此常在今淮安市码头镇附近的清口处打坝、拆坝、疏浚。康熙年间，经河督张鹏翮提议，开挖河道，并将裴家场、烂泥浅、三叉河等引河下游连成一体，形成张福河。今张福河出自淮安市淮阴区码头镇北二河，向南流经南陈集镇、赵集镇，至洪泽县西顺河镇南二河闸西侧注入洪泽湖。全长28公里。